# Iglesia de San Miguel Arcángel (Calbuco)
La iglesia San Miguel Arcángel de Calbuco, es una iglesia católica, ubicada en la comuna de Calbuco, en la Región de Los Lagos, en el sur de Chile. Alberga en su interior una imagen de San Miguel Arcángel, santo patrono de Calbuco, que habría sido traída por los fundadores españoles en 1603.

## Historia
La primera parroquia fue levantada en 1620 por el obispo Luis Jerónimo de Oré, en torno al Fuerte San Miguel existente desde 1602. Los libros parroquiales actualmente conservados datan de 1710, siendo algunos de los registros más antiguos del sur de Chile. Durante todo este periodo Calbuco fue parte de las rutas de la Misión Circular de Chiloé, y por tanto hogar de una comunidad de fiscales que oficiaban actos religiosos en ausencia de sacerdotes, y que aún subsiste en la actualidad bajo el nombre de Cofradía de Fiscales San Juan Bautista.
De acuerdo a la tradición, desde 1712 se realiza en esta iglesia la Fiesta de los Indios Caciques, en conmemoración a la restitución que habrían realizado los caciques locales de la imagen de San Miguel Arcángel, luego de robarla durante la rebelión huilliche de ese año. Dicha fiesta coincide con la celebración de la Ascensión del Señor. También de la época colonial data la Fiesta de las Luminarias, que se celebra cada noche del 28 de septiembre. Durante este periodo, la Iglesia de Calbuco coexistió en la isla junto a las Iglesias de Menmén y Caicaén, hoy desaparecidas.
En 1861 la iglesia sufrió serios daños productos de un torbellino, incendiándose poco después producto de la caída de un rayo. Fue reconstruida entre 1873 y 1897. En 1930 dado el mal estado de conservación, la iglesia fue demolida, siendo reconstruida en madera en 1935.

## Características
Levantada íntegramente en madera, la iglesia definitiva fue construida en un estilo neoclásico centroeuropeo, con una longitud de 33 metros y un ancho de 19 metros. La torre tiene una altura de 30 metros.